# Pelourinho de Assequins
O Pelourinho de Assequins localiza-se na atual freguesia de Águeda e Borralha, no município de Águeda, distrito de Aveiro, em Portugal.
Encontra-se classificado como Imóvel de Interesse Público, conforme o Decreto n.º 23.122 de 11 de outubro de 1933.

## História
O que resta deste antigo pelourinho esteve junto a um chafariz na bifurcação da estrada para Giesteira.
Em 1950 já se encontrava sem o capitel.
Cerca de 1993 foi derrubado por acidente e guardado pela Junta de Freguesia. Mais tarde esteve à guarda dos serviços municipalizados e, atualmente, encontra-se erguido na entrada da Junta de Freguesia. Existiam outros fragmentos em casa do Sr. Urbano Sucena. e encontra-se na Seção de Turismo, a peça terminal.
Em Março de 1999 foi encontrado o troço inferior do fuste, que se encontrava soterrado junto a um fontanário, e se constitui numa peça em estilo manuelino de pedra de Ançã.
Acreditava-se que seria reerguido no Largo da Senhora da Graça.

## Características
Consta que teria tido dois degraus e que teria sido rematado por uma pequena bandeira de ferro. Resta-nos apenas o fuste redondo e não octogonal como vem mencionado na ficha do "Património Classificado" do IGESPAR, que acrescenta "plinto paralelepipédico e capitel decorado com o escudo nacional".